# Y (Somme)
Y (pronunciado I) é uma comuna francesa situada na região administrativa de Altos da França, no departamento de Somme. Os habitantes chamam-se Ypsiloniens (m.: Ypsilonien; f.:Ypsilonienne).
Estende-se por uma área de 2,73 km². Em 2010 a comuna tinha 93 habitantes (densidade: 34,1 hab./km²). A maioria da sua população trabalha no sector agrícola.
Foi arrasada pelos bombardeamentos que sofreu entre 1914 e 1918, na I Guerra Mundial.
Ostenta o título de comuna francesa com o nome mais curto e faz parte da lista dos nomes mais curtos do mundo.

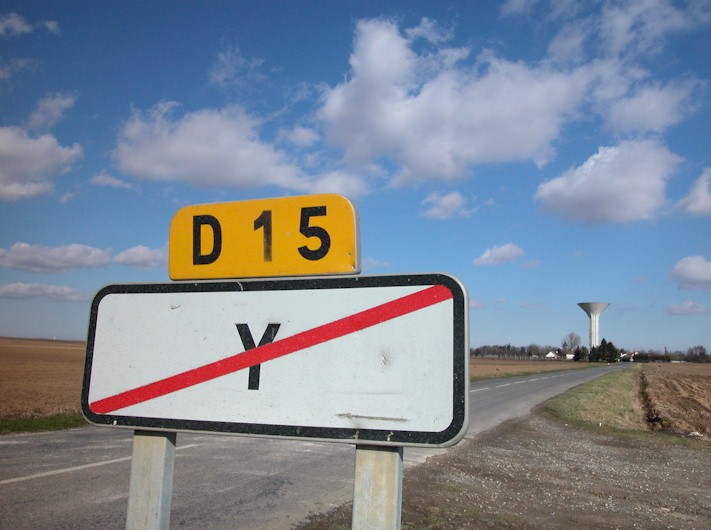
Sinal à saída de Y, em Somme.